# Comuna Vîșnivciîk, Terebovlea
Vîșnivciîk (în ucraineană Вишнівчик) este o comună în raionul Terebovlea, regiunea Ternopil, Ucraina, formată din satele Vîșenkî și Vîșnivciîk (reședința).

## Demografie
Componența lingvistică a comunei Vîșnivciîk
     Ucraineană (99,69%)
     Alte limbi (0,31%)
Conform recensământului din 2001, majoritatea populației comunei Vîșnivciîk era vorbitoare de ucraineană (99,69%), existând în minoritate și vorbitori de alte limbi.